# Kim Myung-Ok
Kim Myung-Ok, född den 17 september 1972, är en sydkoreansk landhockeyspelare.
Hon tog OS-silver i damernas landhockeyturnering i samband med de olympiska landhockeytävlingarna 1996 i Atlanta.